# Bitwa pod Saint-Denis (1567)

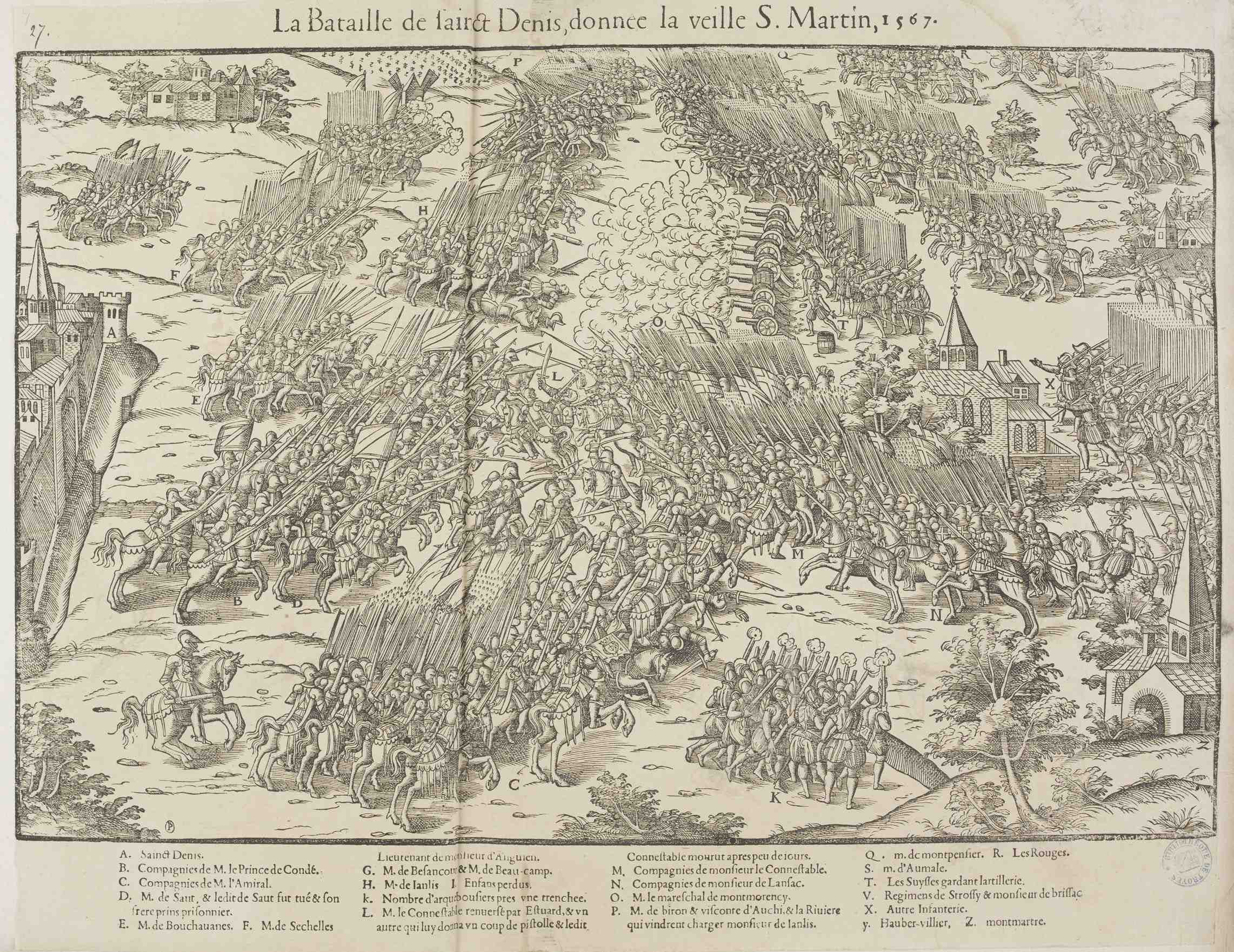
Bitwa pod Saint-Denis, 1567 rok

Bitwa pod Saint-Denis – część działań wojennych toczonych we Francji w trakcie wojen religijnych. Bitwa odbyła się 10 listopada 1567 w pobliżu Saint-Denis położonego niedaleko Paryża. Stronami walczącymi byli francuscy katolicy i protestanci, zwani w tym kraju hugenotami.
Dowódcą sił katolickich był Anne de Montmorency, stronnik Gwizjuszy. Dysponował on siłą około 15 tysięcy żołnierzy, czyli znacznie więcej od protestantów, których szeregi liczyły około 5 tysięcy wojska. Początkowo hugenotom udało się dotrzymać pola, ale w końcu zostali pokonani i zmuszeni do odwrotu. W bitwie śmiertelną ranę odniósł Anne de Montmorency, który zmarł 2 dni potem w Paryżu.